# Optare Esteem
Optare Esteem — одноэтажный автобус, выпускавшийся с 2006 по 2009 год компанией Optare на шасси Scania N94UB, Scania N230UB, Volvo B7RLE, MAN 12.240, Dennis Dart SLF, Alexander Dennis Enviro200 Dart и Alexander Dennis Enviro300.

## История
Optare Esteem впервые был представлен в сентябре 2006 года на шасси Scania N94UB. Первоначально автобус назывался East Lancs Esteem. 
С августа 2007 года автобус называется Darwen Esteem. С 2008 года автобус выпускался компанией Optare.
Производство завершилось в 2009 году.